# Великая Лазия
Великая Лазия (ср.-греч. Θέμα τής Μεγάλης Λαζίας) — фема Трапезундской империи или империи Великих Комнинов (по имени правящей там династии, 1204—1461), в Понте, на северо-востоке Малой Азии, на юго-восточном побережье Чёрного моря. В фему входили земли к востоку от столицы Трапезунда (ныне — Трабзон), от современного города Пазар на западе до устья реки Акампсис (Чорохи) на востоке и Лазистанского хребта Понтийских гор и среднего течения реки Чорох (линии тектонического разрыва) на юге. Включала современные районы Ардешен, Архави и Хопа.
Название получила от эллинизированного народа лазы, основного населения фемы, наряду с греками.
Трапезундская империя делилась на 7 округов (банд): Филабонит (Харшит), Трикомия (Сёгютлю), Трапезунд, Мацука-Палеомацука (Мачка-Хамсикёй), Гемора (Йомра), Сирмена (Сюрмене), Ризеон (Ризе) и фему Великую Лазию, вероятно, единственную фему в административном делении империи.

## История
Во время осады Константинополя в 1204 году западноевропейскими рыцарями и венецианцами, участниками Четвёртого крестового похода внуки свергнутого в 1185 году византийского императора Андроника I Комнина — Алексей и Давид при поддержке отряда грузинских войск царицы Тамары, приходившейся Комнинам близкой родственницей, и местного населения Понта в апреле 1204 года овладели Трапезундом и начали наступление на запад. В 1204 году они заняли Понт и Пафлагонию.
Во второй половине XIII века было создано государство Хулагуидов (1256—1335), с которым граничила Трапезундская империя.
В 1340 году началась Трапезундская гражданская война (1340—1349). В ходе борьбы за престол Анна Великая Комнина, дочь императора Алексея II (1297—1330) в Лазии была провозглашена императрицей и в 1341 году захватила столицу.
В 1461 году Трапезунд и затем вся империя были захвачены войсками Мехмеда II и вошли в состав Османской империи. В Османской империи Лазия стала Лазистаном.